# 내니 다이어리
《내니 다이어리》(영어: The Nanny Diaries)는 2007년 공개된 미국의 영화로, 동명의 소설을 원작으로 한다.

## 줄거리
애니의 고군분투 뉴욕 입성기!!
인류학자가 꿈인 21살 소녀 '애니(스칼렛 요한슨 분)'. 엄마 그늘에서 벗어나 용돈을 벌기 위해 뉴욕 상류층 자녀를 봐주는 유모 일을 시작한다. 아이 돌보는 일이라고 해서 재미있고 편할 거라고 생각하면 큰 오산!! 애니가 처음 만난 아이는 X네 집의 못 말리는 골칫덩어리 '그레이어(니컬러스 아트 분)'. 뉴욕 최고의 상류층답게 이 녀석의 집 또한 어마어마 하다. 하루 종일 걸어도 다 볼 수 없는 방들과 죽을 때까지 신어도 남을 신발, 최고의 명품들로 가득한 옷장 속 옷가지들.. 거기에 도저히 감당하기 힘든 뉴욕 정통 럭셔리 여사 'X 부인(로라 리니 분)'까지 앞날이 깜깜하다.
첫날 아침부터 시작된 X 부인의 지시. 티파니에 들러서 'X 씨(폴 지어마티 분)'의 손목시계를 찾고, 네 살짜리 그레이어의 초등학교 입학을 위한 추천장을 챙기고, 과외 시간 체크에 X 부인의 명품 옷 클리닝까지 하루가 48시간이라 해도 부족한 상황이다. 애니는 지금 유모 생활을 하는 건지, 집사 생활을 하는 건지 도무지 알 수 없는 현실에 본격적으로 X 부안과의 신경전을 벌이기 시작하는데..
사랑만 빼고 모든 것이 풍족한 정통 뉴요커 X가족과 정으로 똘똘 뭉친 뉴저지 출신 촌뜨기 애니와의 좌충우돌 한판승부!!

## 출연
- 스칼릿 조핸슨 - 애니 브래덕
- 크리스 에번스 - 하버드 섹시남 / 헤이든
- 로라 리니 - X 부인 / 알렉산드라
- 폴 지어마티 - X 씨 / 스탠
- 니컬러스 아트 - 그레이어 애디슨 X
- 도나 머피 - 주디 브래덕
- 얼리샤 키스 - 리넷
- 니나 가비러스 - 미스 시카고
- 브랜드 로더릭 - 태냐
- 헤더 심스 - 머널
- 줄리 화이트 - 제인 굴드
- 주디스 로버츠 - 밀리선트